# 邹肖力
邹肖力（？—），男，浙江杭州人，中华人民共和国外交官，曾任中华人民共和国驻希腊共和国特命全权大使和中华人民共和国驻阿根廷共和国特命全权大使，现任中国人民外交学会副会长。

## 生平
2014年1月，出任中华人民共和国驻希腊大使。2018年6月，自驻希腊大使离任。12月，出任中华人民共和国驻阿根廷大使。2023年8月，自驻阿根廷大使离任。2024年，任中国人民外交学会副会长。

## 家庭
已婚，夫人是外交官宁懿。